# Оциери (культура)

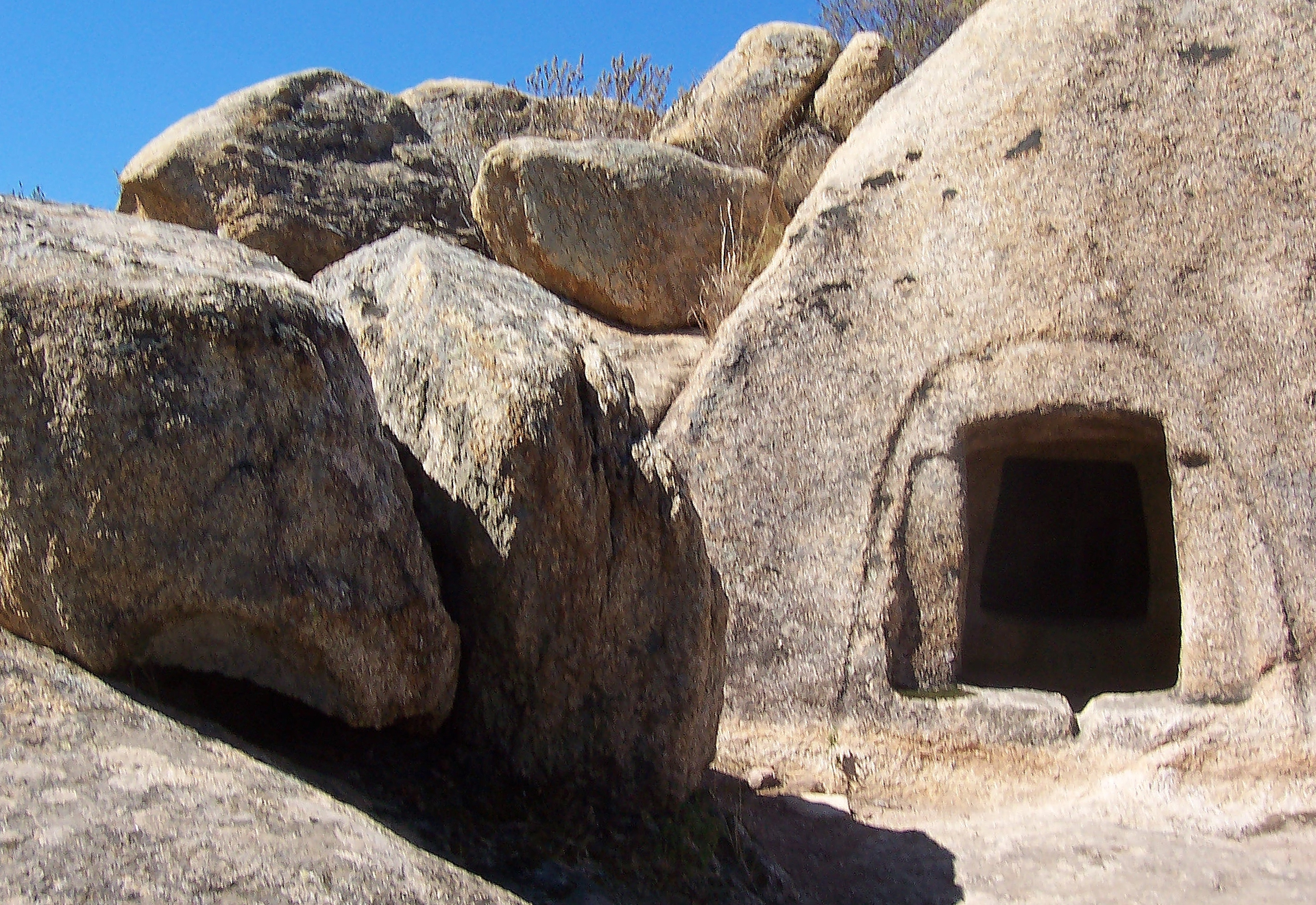
Лотцораи, «дом ведьм»

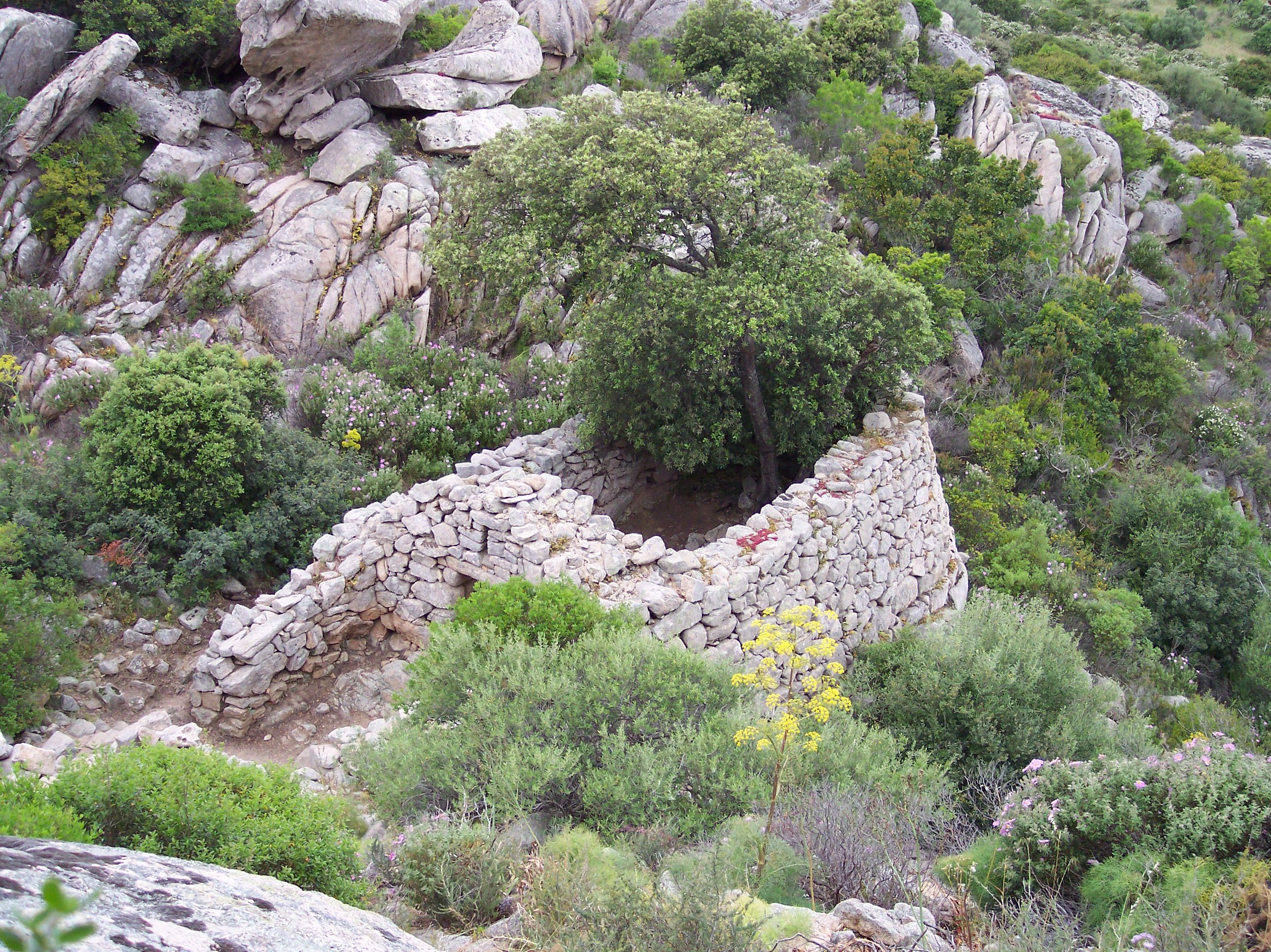
Храм Малкитту

Культура Оциери или Сан-Микеле — археологическая культура острова Сардиния, существовавшая в период до появления культуры нурагов, между 3800 — 2900 гг. до н. э. Имеет ряд сходных характеристик с предшествующей культурой Бону-Игину. Характерными памятниками данной культуры являются Домус-де-Джанас. Культура (точнее, группа культур) Абеальцу-Филигоса является заключительным этапом развития данной культуры, однако обычно рассматривается отдельно.
Название происходит от местности, где обнаружены наиболее важные артефакты данной культуры — грот Сан-Микеле вблизи города Оцьери.
Археологические раскопки проводились в 1914 и позднее в 1949 году. Их результатом стало обнаружение объектов, свидетельствующих о наличии высокоразвитой культуры на Сардинии в донурагический период.

## Характеристика
В гроте Сан-Микеле были обнаружены искусно сделанные вазы с выполненными методом насечки геометрическими мотивами, окрашенные красной охрой. По мнению историков, данный тип сосудов являлся новинкой для Сардинии, однако имеет аналоги среди изделий древних Киклад и минойского Крита. Предполагается, что в результате миграций с этих удалённых островов новые технические достижения и знание металлургии оживили местную культуру и внесли в неё новые элементы. С этой точки зрения культура Оциери рассматривается как восточная по происхождению, а артефакты данной культуры свидетельствуют о торговом и культурном обмене между Сардинией и Грецией эпохи неолита.
По мнению одного из виднейших археологов Сардинии Джованни Лиллиу, интересной особенностью данной культуры было то, что она эволюционировала из первоначально оседлой культуры городского типа в сельскохозяйственную культуру, жители которой жили в небольших деревнях. Обнаружено около 200 деревенских поселений культуры Оциери, состоявших из каменных домов с круглой (иногда прямоугольной) стеной, на которой далее сооружалась деревянная конструкция, а крыша покрывалась ветками.
Культура Оциери была достаточно мирной: оружия данной культуры обнаружено мало, не обнаружено ни одного укрепления. Социальная структура была достаточно однородной, «демократичной». Это является резким контрастом с возникшей на острове тысячелетие спустя культурой строителей нурагов, также восточной по происхождению.
Особенностью захоронений является окраска покойных охрой — цветом Солнца — что должно было символизировать их возрождение. Могилы были сгруппированы в некрополи, которые позднее получили название «Домус-де-Джанас» (на современном сардинском языке — «дом ведьм»). Подобные некрополи имелись на Крите и, по-видимому, в других частях Средиземноморья. Имелся и другой тип захоронений, с мегалитическими кругами.

## Галерея

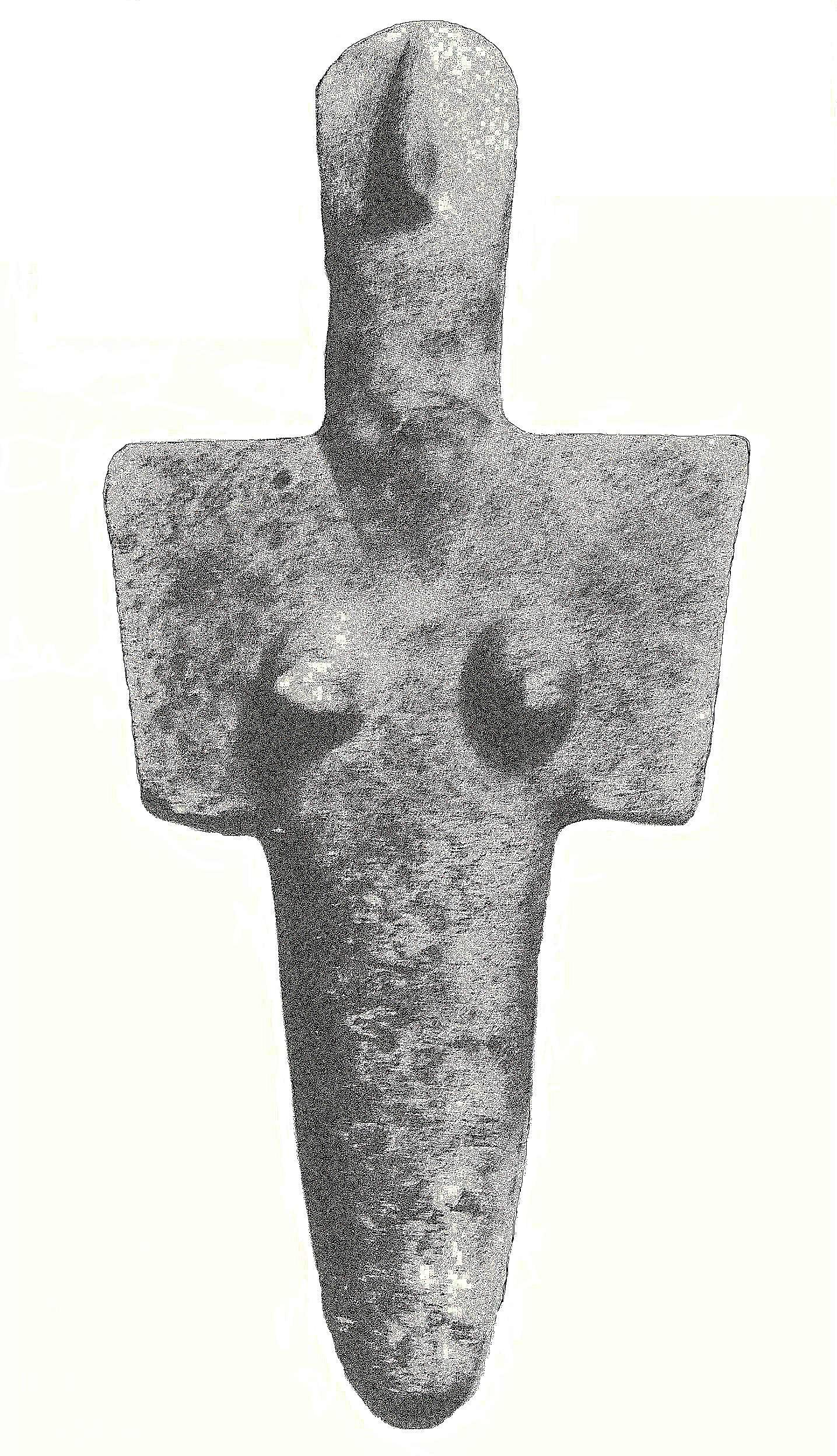
«Средиземноморская мать» из Сенорби, III тыс. до н. э. Археологический музей Кальяри
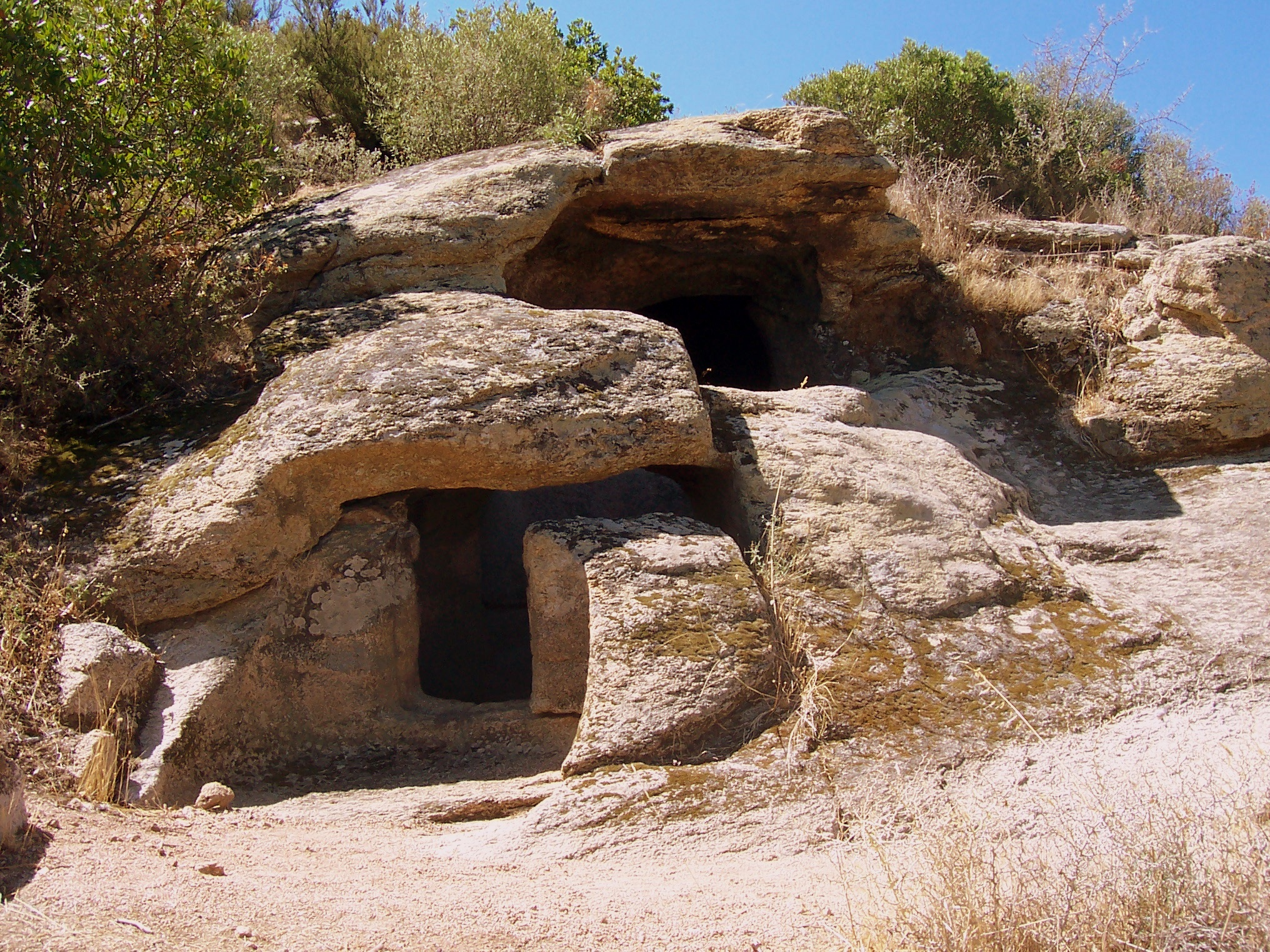
Лотцораи, "дом ведьм"
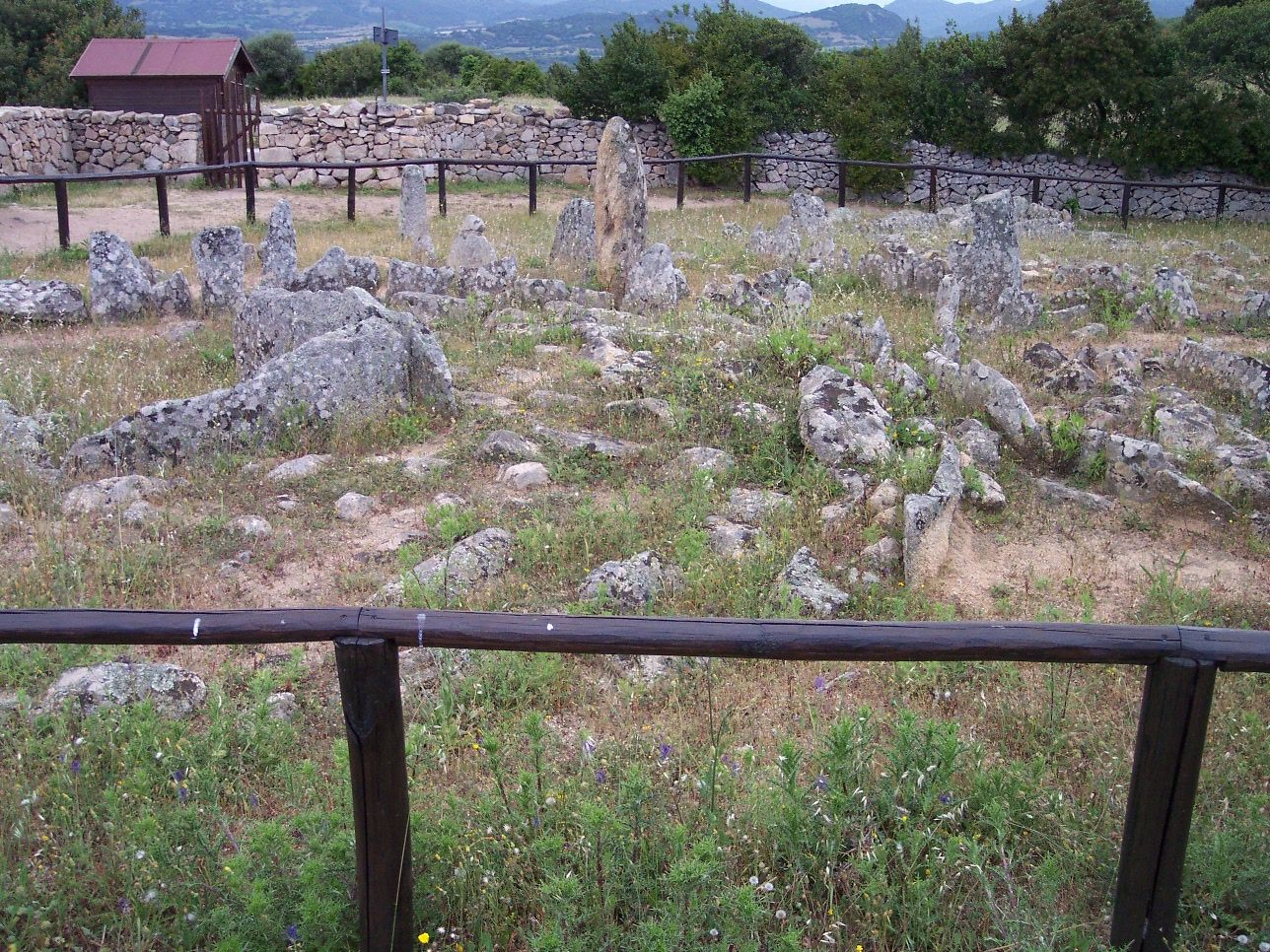
Некрополь Ли-Мури
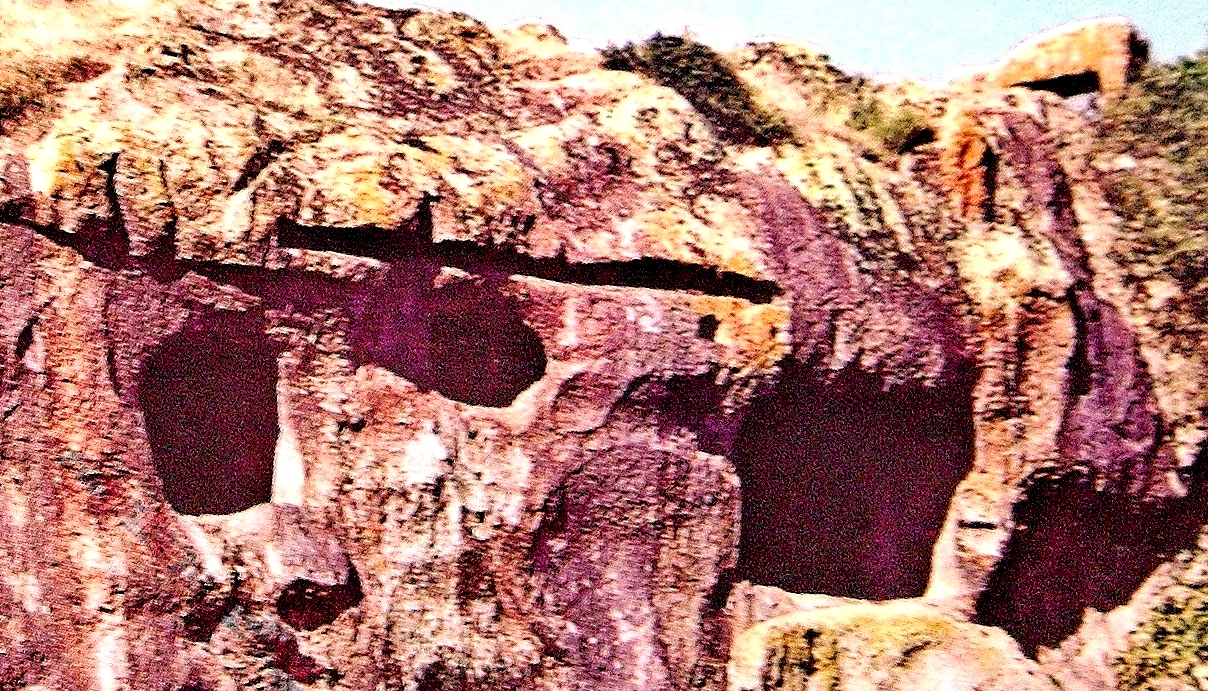
Сант-Андреа-Приу, где обнаружен один из крупнейших домусов на 18 камер.
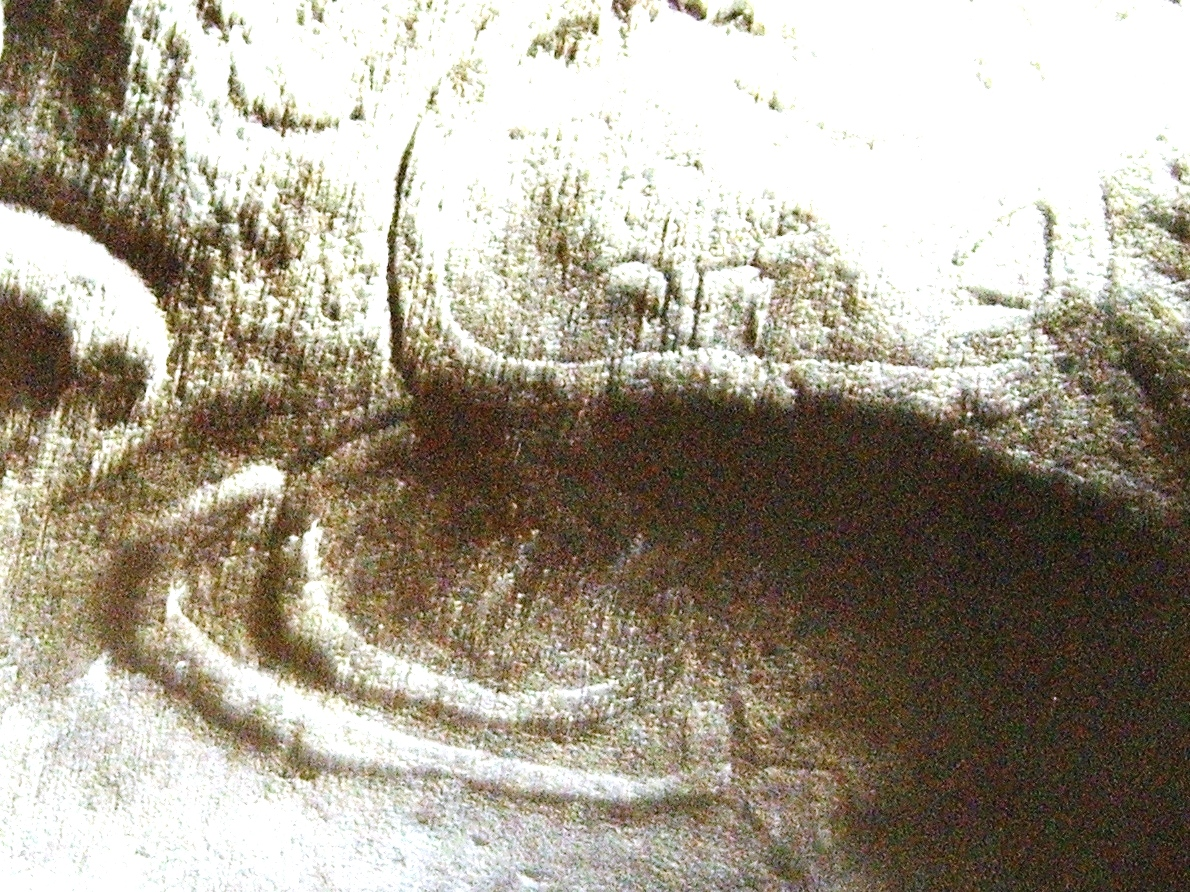
Бычьи рога, найденные в погребальной нише в одном из "домов ведьм"
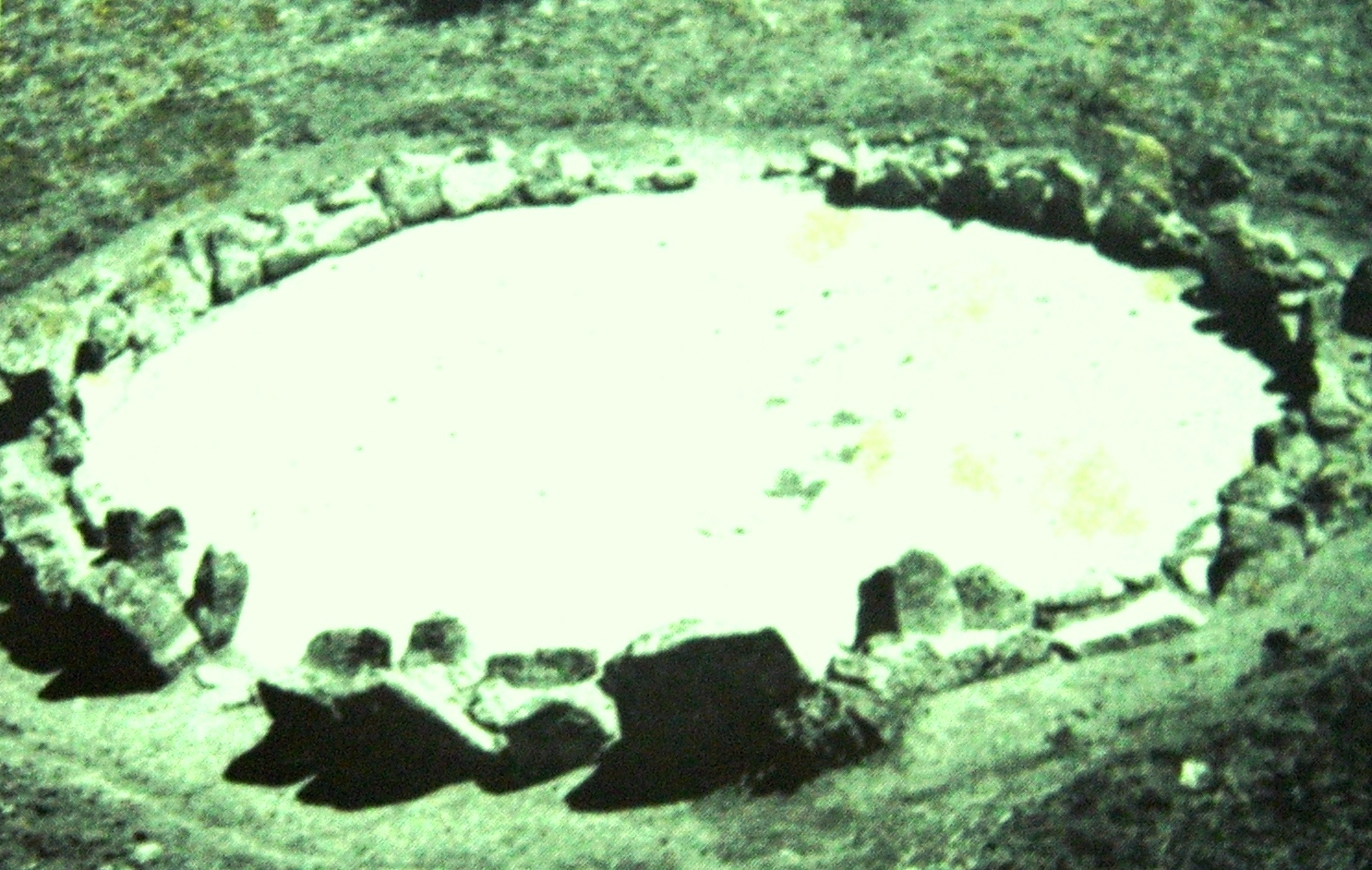
Арцакена, Ли-Мури
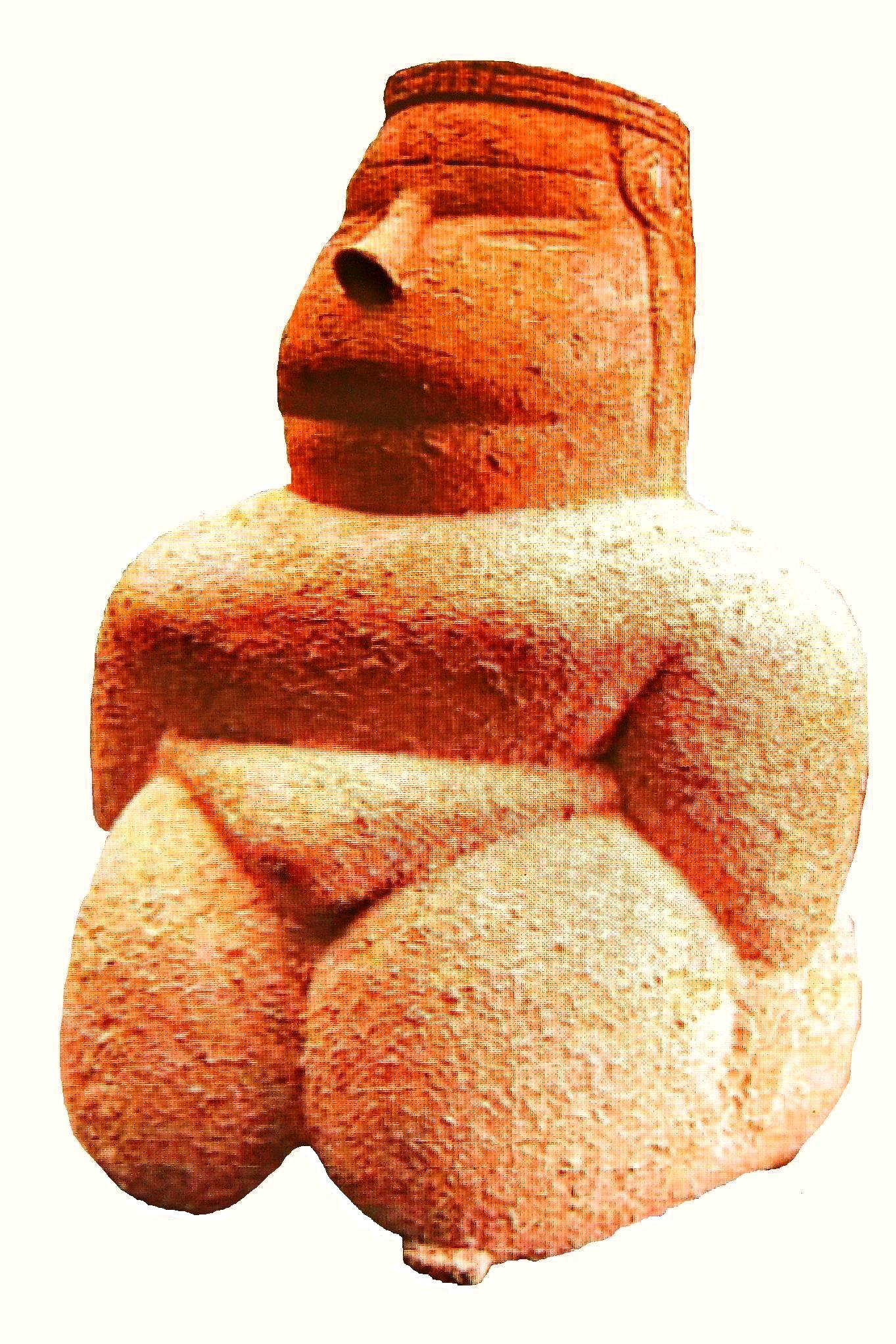
Женская статуя из Кукурру-с-Арриу. Хранится в Кальяри в Археологическом музее